# 等加速度直線運動
等加速度直線運動（とうかそくどちょくせんうんどう）は、加速度が（0でない）一定かつ初期速度が加速度と平行か0で、変位が直線の運動 (物理学)。
地上の静かな大気中でリンゴなどを数メートル落とした場合、支配的な加速度が重力のみでほぼ一定とみなせ、近い運動が観測される。これは自由落下運動などにモデル化できる。
一方で水中での落下や、羽毛や水滴あるいは隕石の落下などでは、重力自体の変動や他の加速度の影響も大きくなり、あまり一致しない。